# Norika Nienstedt
Norika Nienstedt (* 14. August 1952 in Güdingen/Saar) ist eine deutsche Künstlerin. Sie lebt in Düsseldorf.

## Werdegang
Nienstedt wuchs auf in Braunschweig, Krefeld und Weinheim. Von 1975 bis 1979 studierte sie freie Malerei an der Städelschule Frankfurt/Main bei Johann Georg Geyger. Im Jahr 1982 zog sie von Weinheim nach Düsseldorf um. Seit 1997 schuf sie improvisierte Stofftierkurzfilme mit Michael Jonas. Im Jahr 2022 erhielt sie den Kunstpreis der Künstler der Großen Kunstausstellung NRW 2022.

## Einzelausstellungen (Auswahl)
- 2017: Das Telefon des Windes, mit Carol Pilars de Pilar, Galerie Splettstösser, Kaarst
- 2014: Foxyamt, mit Michael Jonas, Galerie Plan D, Düsseldorf
- 2011: Head in the Clouds, Jan van der Most (Einbrunger Papiermühle), Düsseldorf
  - Seven Sisters of Sleep II, Märkisches Museum, Witten
- 2004: Knuffelbestie, Galerie Claudia Simon, Düsseldorf
- 2002: Amigos, mit Michael Schirner, Galerie Anna Klinkhammer, Düsseldorf

## Gruppenausstellungen (Auswahl)
- 2020/2021: Große Kunstausstellung NRW Düsseldorf
- 2017: Der wahre Schein, Onomato Künstlerverein, Düsseldorf
- 2011: tierisch-menschlich, Kulturforum Alte Post, Neuss
- 2010: Das widerspenstige Fleisch, Galerie Peter Tedden, Düsseldorf
  - Das widerspenstige Fleisch, Märkisches Museum, Witten
- 2009: Showtime, Temporäre Kunsthalle, Weinheim